# Taupō Volcanic Zone

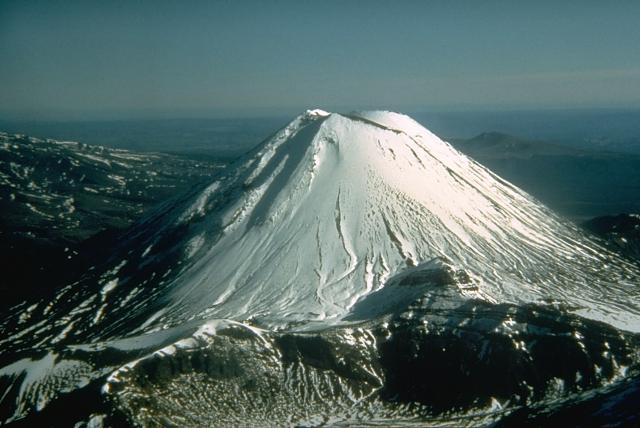
Mount Ngauruhoe

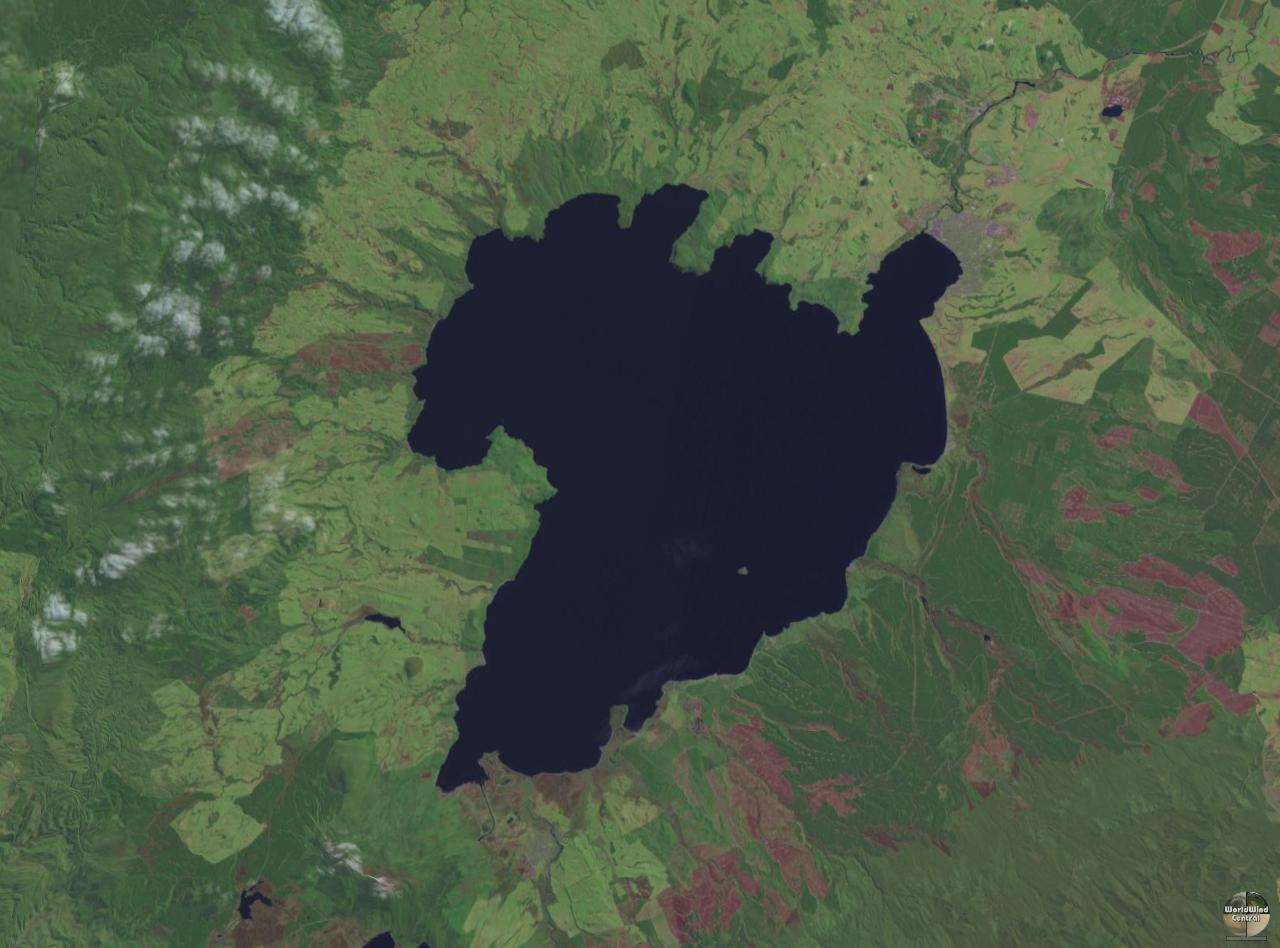
Satellitenfoto des Lake Taupō

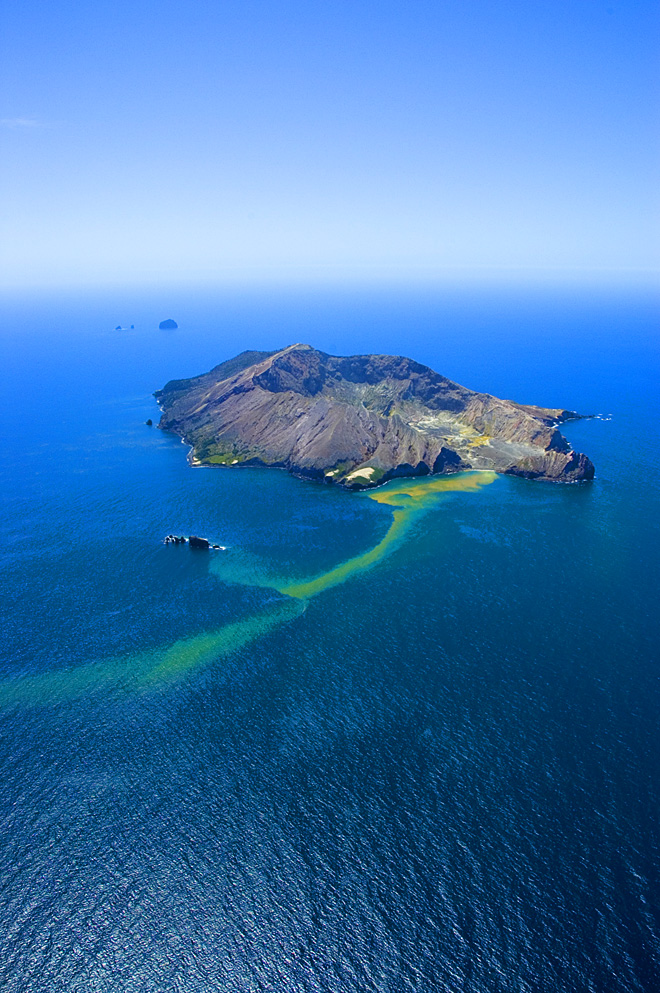
Whakaari / White Island

Die Taupō Volcanic Zone ist ein aktives Vulkangebiet auf der Nordinsel Neuseelands. Sie ist nach dem Vulkan Taupō benannt, der mit seiner gefluteten Caldera, dem Lake Taupō, der größte Vulkan dieser Zone ist.

## Aktivität
In der Zone befinden sich zahlreiche Vulkanschlote und Geothermalfelder, von denen der Mount Ruapehu, Mount Ngauruhoe und der Inselvulkan Whakaari / White Island am häufigsten ausbrechen. Die bedeutendste Eruption seit Ankunft der Europäer in Neuseeland war die des Mount Tarawera im Jahre 1886, der mehr als 100 Menschen zum Opfer fielen. Nach Ankunft der ersten Māori fand um 1300 eine viel größere Eruption des gleichen Vulkans statt.
Die letzte bedeutende Eruption des Taupō, die Hatepe Eruption, ereignete sich im Jahre 181. Man nimmt an, dass sie zu einem Pyroklastischen Strom führte, der etwa 2000 km² Land mit Vulkanasche bedeckte. Die ausgestoßene Materialmenge wurde auf 120 km³ geschätzt, davon über 30 km³ in nur wenigen Minuten. Das Datum des Ausbruchs ist bekannt, da die Asche zu einem rot gefärbten Himmel in Rom und China führte. Letzteres wurde im Hou Hanshu dokumentiert.
Vor etwa 26.000 Jahren kam es mit der Oruanui Eruption zu einem noch weit größeren Ausbruch mit geschätzten 1170 km³ Volumen. Sie war die jüngste Eruption weltweit, die VEI-8, die höchste Stufe des Vulkanexplosivitätsindex erreichte.
Die Rotorua Caldera ist bereits länger nicht aktiv, die bedeutendste Eruption fand vor etwa 240.000 Jahren statt, in den letzten 25.000 Jahren wurden jedoch Lavadome gebildet.

## Ausdehnung und geologischer Kontext
Die Taupō Volcanic Zone ist etwa 350 km lang und 50 km breit. Mount Ruapehu markiert sein südwestliches Ende, der unterseeische Vulkan Whakatane, rund 85 km vor Whakaari / White Island, wird als nordöstliche Grenze angesehen.
Sie bildet den südlichen Teil des aktiven Lau-Havre-Taupo-Backarc-Beckens, das hinter der Kermadec-Tonga-Subduktionszone liegt. Die vulkanische Aktivität setzt sich über mehrere Unterseevulkane von der Taupō Volcanic Zone nach Nord-Nordosten fort, darunter Clark, Tangaroa, die Silents und die Rumbles. Dann wendet sich die aktive Zone nach Osten der parallel verlaufenden Vulkankette der Kermadec Islands und der Insel Tonga zu. Obwohl sich das Backarc Basin nach Südwesten fortsetzt (das South Wanganui Basin bildete dabei das ursprüngliche Basin), ist aus dieser Region noch keine vulkanische Aktivität bekannt. Die Taupō Volcanic Zone kann daher als südwestliches Ende des Pazifischen Feuerrings angesehen werden, der die Subduktionszonen um den Pazifik markiert.
Südlich von Kaikoura wandelt sich die Plattengrenze in eine Transformstörung, an der die sich übereinander schiebenden tektonischen Platten die Südalpen auf der Südinsel anheben. Südwestlich von Fiordland an der Südwestecke der Südinsel beginnt erneut eine Subduktionszone, hier jedoch in die entgegengesetzte Richtung. Solander Island ist ein erloschener Vulkan, der neben anderen unterseeischen Vulkanen mit dieser Subduktionszone in Verbindung gebracht wird.
Studien zeigten, dass die Erdkruste unter der Taupō Volcanic Zone nur 16 km stark ist. Eine 50 km breite und 160 km lange Schicht Magma liegt nur zehn Kilometer unter der Oberfläche. Die geologischen Funde zeigen, dass einige der Vulkane selten ausbrechen, dann aber große, explosive und zerstörerische Ausbrüche zeigen.

## Vulkane, Seen und geothermale Felder

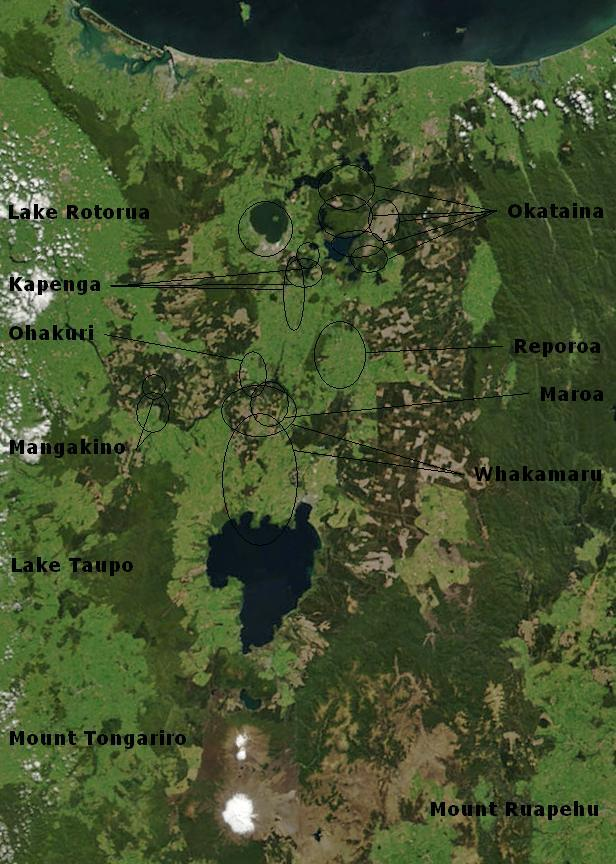
Vulkane, Seen und Calderas der Taupō Volcanic Zone. Die Distanz zwischen der Stadt Rotorua und der Stadt Taupō ist 80 km. (Whakaari / White Island ist nicht mit dargestellt)

Zur Taupō Volcanic Zone gehören die Vulkanzentren Rotorua, Okataina, Maroa, Taupō, Tongariro und Mangakino.
- Whakatane-Graben, Bay of Plenty
  - Whakatane-Vulkan (Unterseevulkan)
  - Mayor Island / Tūhua
  - Moutohora Island (Whale Island)
  - Whakaari / White Island
    - Te Paepae o Aotea

  - Mount Edgecumbe
  - Geothermales Feld
    - Kawerau Power Station

- Rotorua Volcanic Center
  - Caldera des Rotorua
  - Ngongotaha (Vulkan)
  - Seen
    - Lake Rotorua
      - Mokoia Island

  - Geothermale Felder
    - Tikitere/Hell's Gate
    - Whakarewarewa
      - Pohutu Geyser

    - Takeke

- Okataina Volcanic Center
  - Caldera des Haroharo
    - Vulkankomplex des Haroharo
    - Mount Tarawera und der Vulkankomplex des Tarawera

  - Rotoma Caldera[10]
  - Seen
    - Lake Ōkataina
    - Lake Tarawera
    - Lake Rotokākahi / Green Lake
    - Tikitapu/Blue Lake
    - Lake Ōkareka
    - Lake Rotomahana
    - Lake Rotoiti
    - Lake Rotomā
    - Lake Rotoehu

  - Geothermale Felder
    - Waimangu Volcanic Rift Valley
      - Frying Pan Lake

    - Rotoma

- Maroa Volcanic Center: Die Caldera des Maroa liegt im Nordosten der Caldera des Whakamaru, die Caldera des Whakamaru überlappt zum Teil die Caldera des Taupō im Süden. Der Flusslauf des Waikato River folgt der Nord Rand der Caldera des Maroa. Die Stadt Whakamaru und der Stausee Whakamaru am Waikato River, haben auch den gleichen Namen.
  - Caldera des Maroa
  - Caldera des Reporoa
  - Caldera des Whakamaru
  - Geothermale Felder
    - Wai-O-Tapu
    - Wairakei
      - Craters of the Moon (Karapiti)

    - Orakei Korako
    - Ngatamariki
    - Rotokaua
    - Ohaaki Power Station

- Taupō Volcanic Center
  - Taupō
    - Mount Tauhara

  - Ben Lomond
  - Seen
    - Lake Taupō
      - Horomatangi Riffe
      - Motutaiko Island

  - Geothermale Felder
    - Tauhara-Taupō

- Tongariro Volcanic Center: Lake Taupō, Kakaramea, Pihanga, Tongariro und Ruapehu sind etwa in einer Linie auf der Hauptstörung angeordnet.
  - Kakaramea
  - Pihanga
  - Mount Tongariro und Vulkankomplex des Tongariro
    - Mount Ngauruhoe
    - Tama Lakes

  - Mount Ruapehu
    - Hauhungatahi

  - Seen
    - Lake Rotoaira
    - Lake Rotopounamu

  - Geothermale Felder
    - Ketetahi Springs

- Mangakino Volcanic Center
  - Lake Maraetai

Es besteht auch eine weitere Klassifikation der Vulkanzone:
- Nordteil: Whakatane-Graben – Bay of Plenty
- Zentralteil:
  - westlich der Hauptstörung:
    - Calderakomplex Mangakino; möglicherweise Übergang zur Coromandel Volcanic Zone (CVZ) (0,91–1,62 Millionen Jahre alt)
    - Caldera des Kapenga; zwischen der Caldera des Maroa und der Caldera des Rotorua, völlig von rezenter Tephra bedeckt, etwa 700.000 Jahre alt
      - Okareka Einbuchtung, innerhalb des Nordendes der Caldera des Kapenga, zwischen dem Vulkankomplex des Tarawera und dem Lake Rotorua[10]

    - „Rotorua single event caldera“ aus Mamaku-Ignimbrit (entstand bei einem Einzelausbruch vor etwa 240.000 Jahren)

  - Hauptstörung:
    - Calderakomplex Okataina
      - Calderakomplex Haroharo
        - Vulkankomplex des Tarawera
        - Okareka Bay

    - Calderakomplex Whakamaru
      - Caldera des Maroa

    - „Ohakuri single event caldera“; Ohakuri-Ignimbrit; liegt westlich des Ohakuri Dam, der Waikato RiverWaikato River folgt etwa dem südlichen Rand der Caldera (entstand bei einem Einzelausbruch vor etwa 240.000 Jahre alt).[13]
    - Calderakomplex des Taupō

  - östlich der Hauptstörung:
    - „Reporoa single event caldera“; Kaingaroa-Ignimbrit (entstand bei einem Einzelausbruch vor etwa 240.000 Jahre alt)

- Südteil: Tongariro-Vulkanzentrum

## Galerie

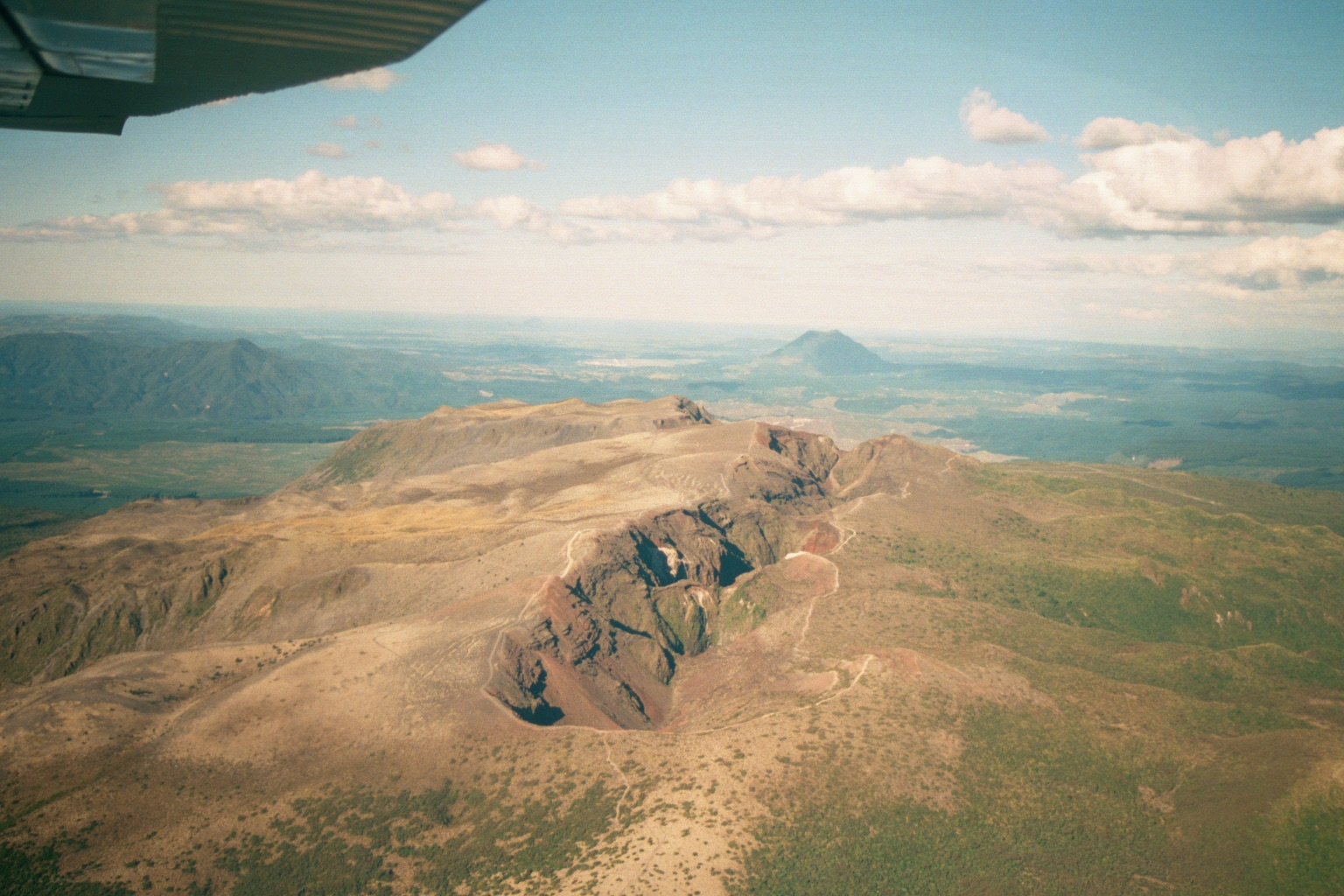
Südwestseite des Mount Tarawera, Mount Edgecumbe im Hintergrund
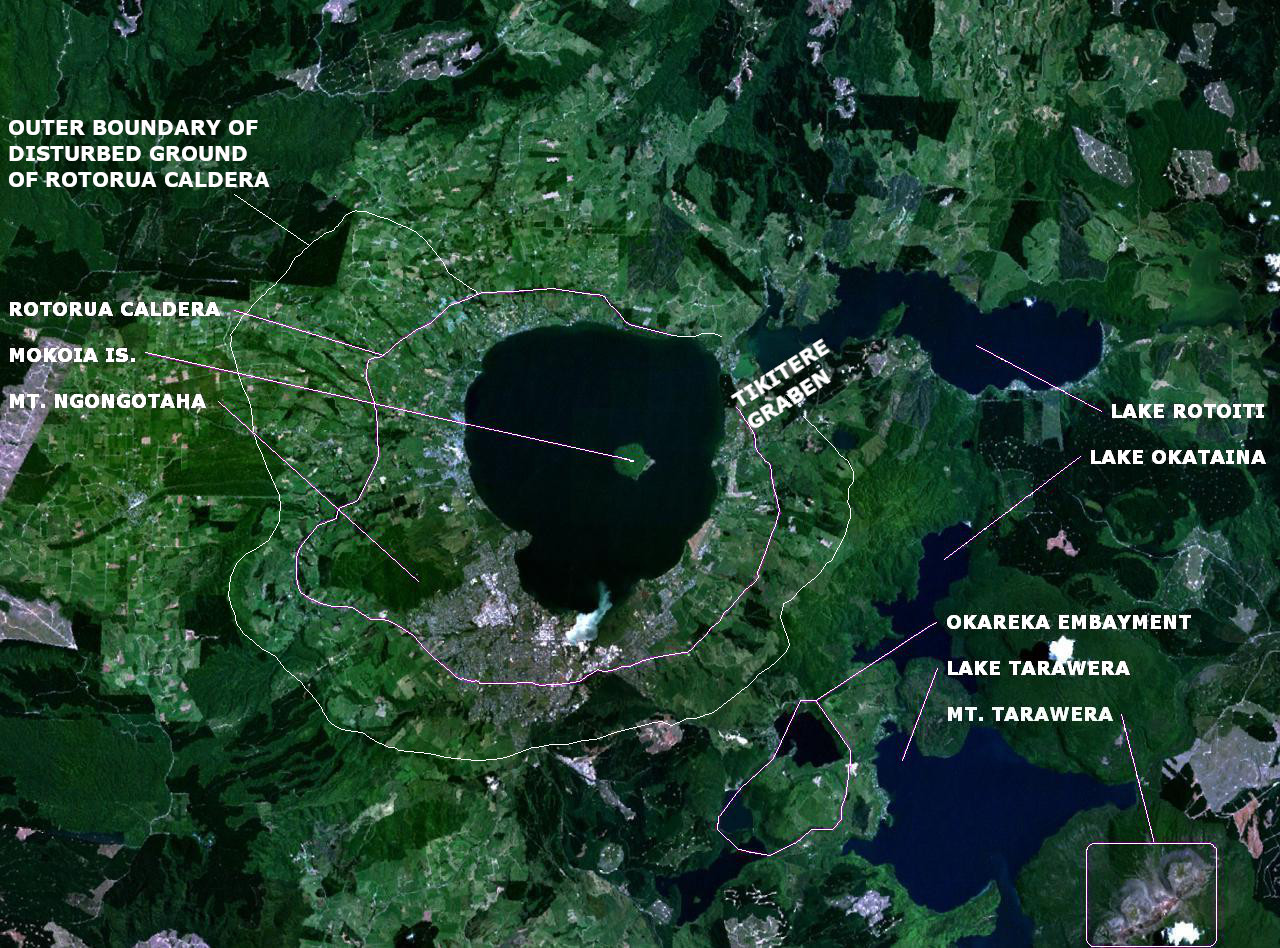
Rotorua-Caldera
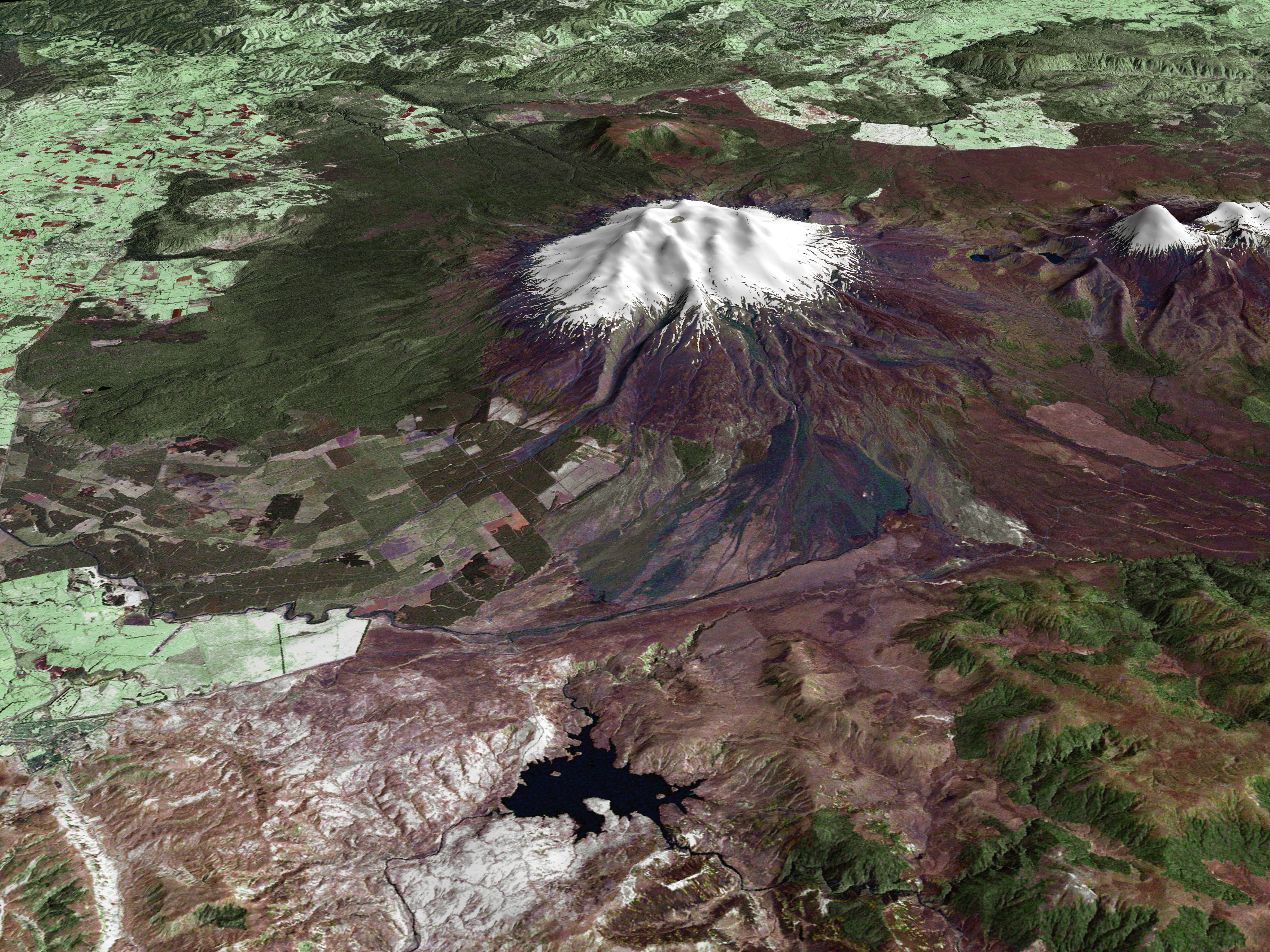
Satellitenbild des Mount Ruapehu
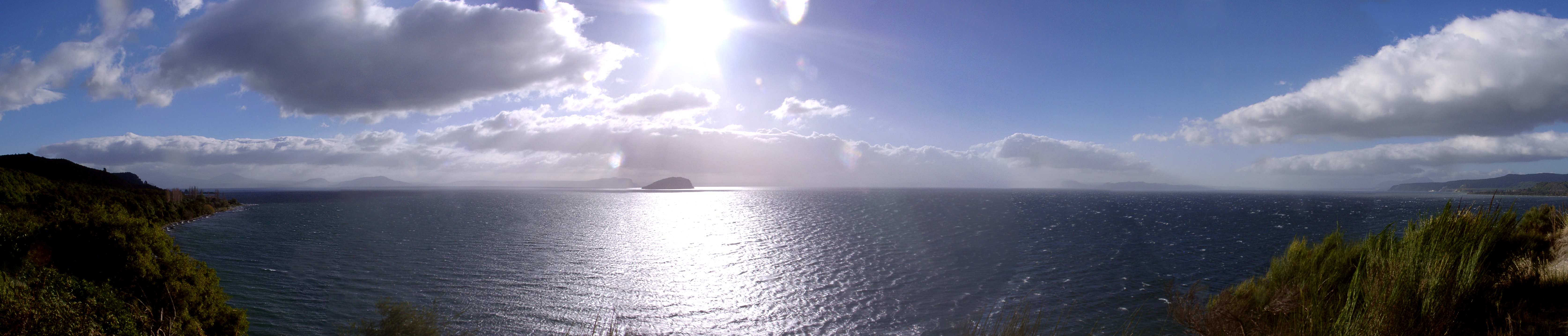
Panorama über den Lake Taupō
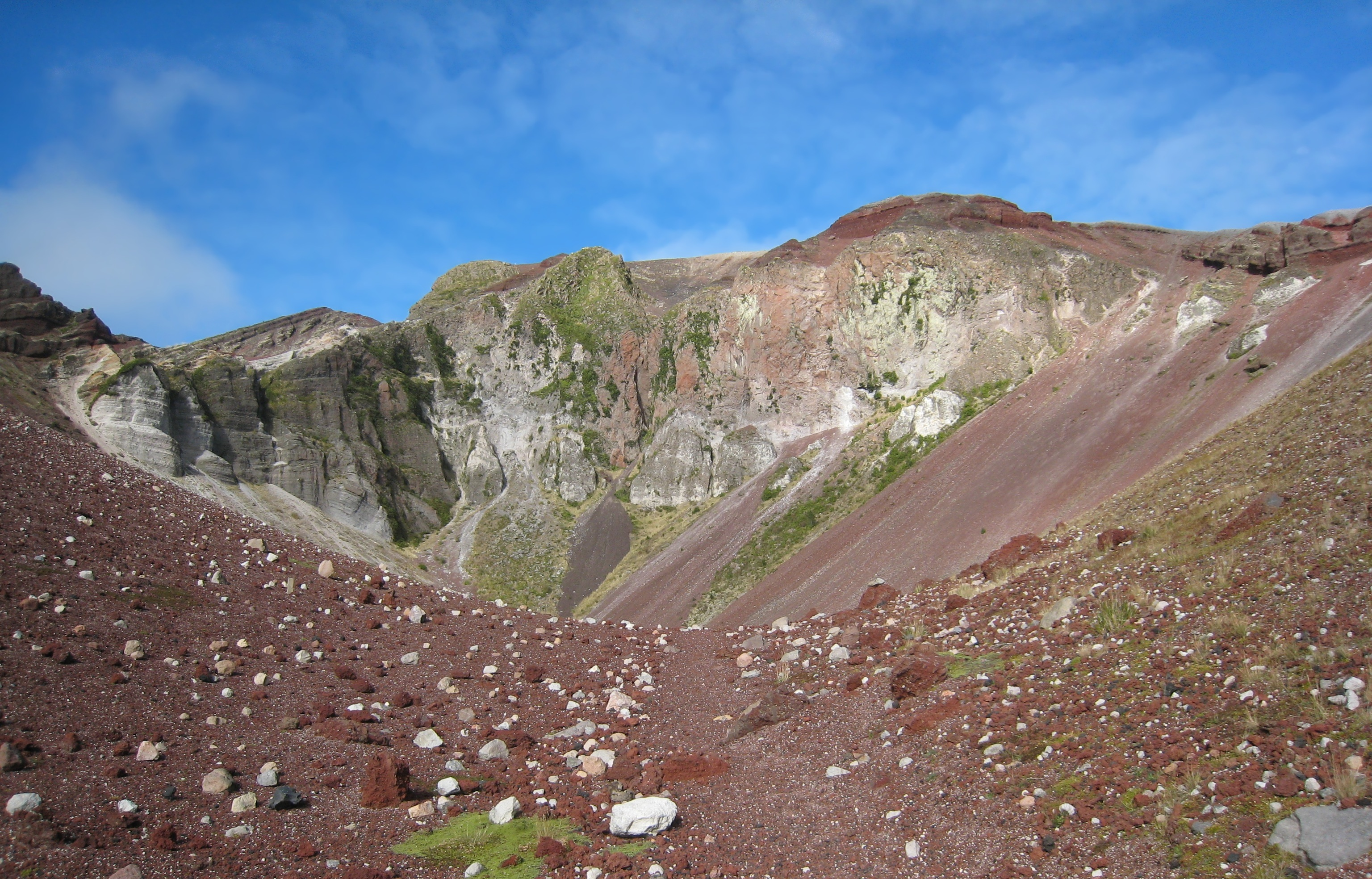
Mount Tarawera